# Orthogonioptilum exspectatum
Orthogonioptilum exspectatum är en fjärilsart som beskrevs av Philippe Darge 1975. Orthogonioptilum exspectatum ingår i släktet Orthogonioptilum och familjen påfågelsspinnare. Inga underarter finns listade i Catalogue of Life.